# メディンゲン
メディンゲン (ドイツ語: Mödingen) は、ドイツ連邦共和国バイエルン州シュヴァーベン行政管区のディリンゲン・アン・デア・ドナウ郡に属す町村（以下、本稿では便宜上「町」と記載する）である。

## 地理
この町は、アウクスブルク開発計画地区内、ディリンゲン・アン・デア・ドナウの北西約 8 km、シュヴェービシェ・アルプ南の支脈からドナウタールへの移行部に位置する。

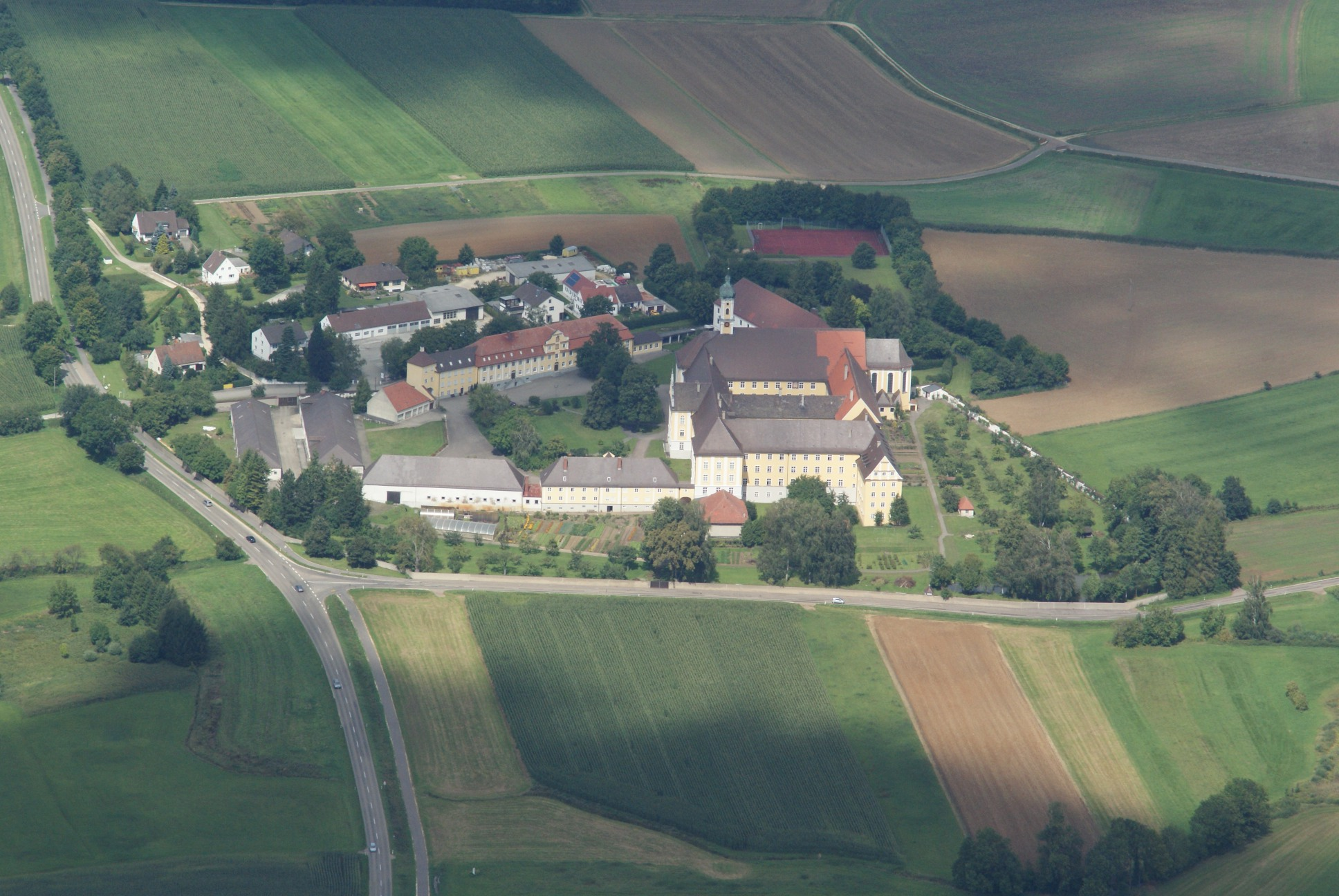
クロスター・メディンゲン（メディンゲン修道院）

この自治体は、7つのゲマインデタイル（村落、集落、開墾地などの小地区）からなる。
- ベルクハイム
- ボイテンミューレ
- メディンゲン
- クロスター・メディンゲン（マリア・メディンゲンとも呼ばれる）
- ニューテンミューレ
- シュテッテンホーフ
- ツィーゲルシュターデル

この町は、ベルクハイムとメディンゲンの2つのゲマルクング（合併前の旧自治体にあたる地区）に分けられる。

## 歴史

### 19世紀まで
地元での言い伝えによれば、1246年頃（実際には1239年以前）にディリンゲン伯ハルトマン4世がドミニコ会マリア・メディンゲン女子修道院を創設した。彼はメディンゲンの自らの所領をこの修道院に寄進し、教会区を設けた。メディンゲンと近隣のベルクハイムはその後バイエルン公領、プファルツ＝ノイブルク侯領となり、独自のホーフマルク（行政管区）を形成し、1803年に修道院が廃止されるまでこの状態にあった。バイエルンの自治体令に伴い1818年に別個の自治体としてメディンゲンとベルクハイムが成立した。1843年、放棄されていた修道院にフランシスコ会の修道女らが入所した。

### 町村合併
バイエルン州の自治体再編に伴い、1978年5月1日にベルクハイムとメディンゲン（メディンゲン修道院を含む）が合併して、ヴィッティスリンゲン行政共同体内の新たな自治体となった。全ての有権者を対象とした住民投票で、わずかに多数だった「メディンゲン」が新たな町名に選ばれた。

## 住民

### 人口推移
| 年         | 1961 | 1970 | 1987 | 1991 | 1995 | 2000 | 2005 | 2010 | 2015 | 2020 |
| ---------- | ---- | ---- | ---- | ---- | ---- | ---- | ---- | ---- | ---- | ---- |
| 人口（人） | 1476 | 1436 | 1205 | 1323 | 1363 | 1377 | 1340 | 1333 | 1290 | 1367 |

1988年から2018年までの間にこの町の人口は、1222人から1304人へ、82人、約 6.7 % 増加した。

## 行政

### 議会
この町の議会は、12議席の議員と第1町長からなる。

### 首長
この町の第1町長は、2005年からヴァルター・ヨーアスが務めている。彼は2020年3月15日の選挙で 93.0 % の支持票を獲得して、さらに6年の任期を得た。

### 行政運営
この町はヴィッティスリンゲン行政共同体に属している。

### 紋章
図柄: 頂部は黒地に8つの突起がある金の星。主部は、金地と青地に斜め二分割。上部には紋章の向かって右端から突き出す青い鷲の足。下部は直立する金の獅子。

## 経済と社会資本

### 経済
2022年現在メディンゲンでは、製造業に50人、その他の業種に190人の社会保険支払い義務のある労働者が働いている。この街に住む社会保険支払い義務のある労働者は534人である。2020年には農家が20軒あり、農業用地の面積は 1,007 ha で、このうち844 ha が農耕地、162 ha が牧草地などの緑地である。

### 教育
2023年現在以下の教育施設がある。
- 児童教育施設 1園: 定員104人に対して79人が在籍している[12]。